# Rod Taylor
Rodney Sturt Taylor (Sídney, 11 de enero de 1930-Los Ángeles, California, 7 de enero de 2015), conocido como Rod Taylor, fue un actor australiano. Entre sus trabajos más destacados se encuentra su participación en las películas, The Birds (1963), Young Cassidy (1965), Nobody Runs Forever (1968), The Train Robbers (1973), y A Matter of Wife... and Death (1975).

## Biografía y carrera

### Primeros años
Era el hijo único del matrimonio compuesto por William Sturt Taylor, un contratista en construcción y Mona Stewart Taylor, una escritora de cuentos infantiles que residían en un suburbio de Sídney llamado Lidcombe. Los Sturt descendían del explorador Charles Sturt, uno de los primeros exploradores del continente australiano.
Su madre pretendía que Rod fuese un artista gráfico y realizó algunos trabajos en un periódico local; pero en ese ambiente se involucró con actores que lo convencieron de seguir en la línea del Séptimo Arte. Para financiar su formación como actor en la Escuela de Teatro Independiente de Sídney, Taylor realizó varios oficios como limpiador de hospitales, leñador, boxeador ocasional, alfarero, tramoyero e incluso vendedor de tiendas.

### Inicios actorales
Comenzó su carrera de actor en Australia. Incursionó en la radiofonía local como actor de voz y consiguió hacerse reconocido en los medios ganando el premio radiofónico ROLA.  Realizó algunas obras de teatro con George Bernard Shaw.
Su primer película fue The Sturt Expedition en 1951 y luego siguió Long Silver.

### Llegada Hollywood
Pronto se trasladó a Estados Unidos en 1954 fichado por la Paramount y fue en busca del estrellato que no podía encontrar en su país. Apuesto y bien parecido, en seguida obtuvo papeles de galán en producciones medianamente importantes, al principio en papeles secundarios, destacando su aparición en la película de George Stevens Gigante, donde figuraba en los títulos como Rodney Taylor.
Taylor obtuvo su ciudadanía estadounidense en 1956.
Tuvo un papel relevante en la película de Richard Brooks Banquete de boda (The Catered Affair; 1956), con Bette Davis, Ernest Borgnine, Debbie Reynolds y Barry Fitzgerald. 
Tuvo un papel más destacado en la superproducción de la Metro Goldwyn Mayer de 1957 El árbol de la vida de Edward Dmytryk (película que intentaba retomar los éxitos de películas como Lo que el viento se llevó), cinta que sería recordada sobre todo por el accidente que desfiguró la cara de Montgomery Clift durante su rodaje. En esta película Rod Taylor hacía de rival de Clift, que era el protagonista.

### Consagración

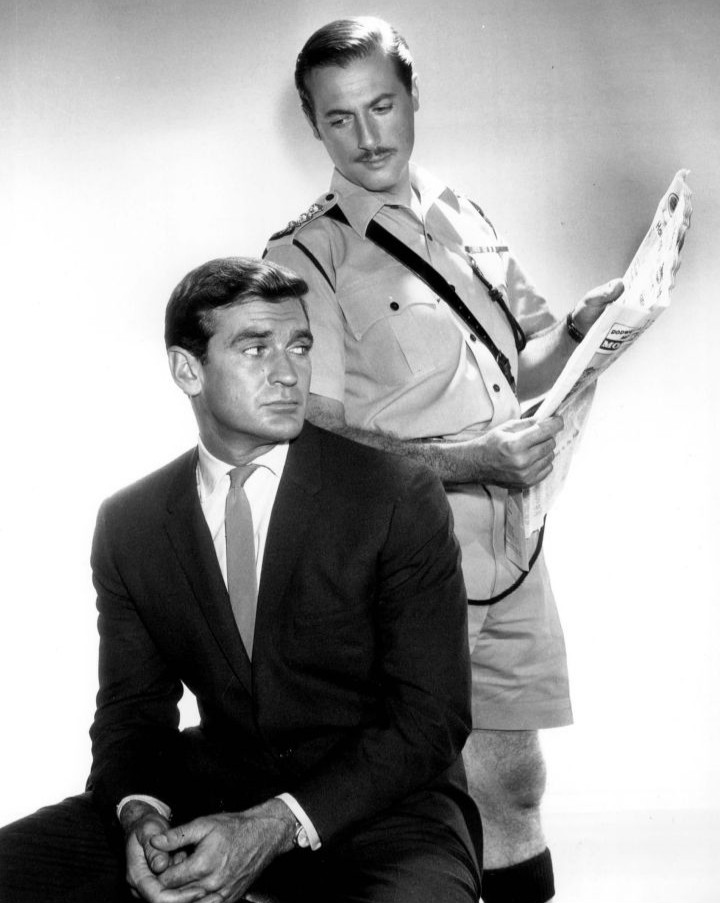
Rod Taylor, sentado (como el periodista Glenn Evans), y Lloyd Bochner, de pie (como el inspector Neil Campbell), en el programa de televisión Hong Kong. Fotografía de febrero de 1961.

Al año siguiente, 1958, Taylor, trabajó en la película de Delbert Mann, Mesas separadas, donde tiene un papel destacado dentro de una película coral que protagonizaban Burt Lancaster y David Niven. En 1960 protagonizó una de sus películas más famosas, El tiempo en sus manos, de George Pal, una producción de ciencia ficción de serie B, que adaptaba la novela de H. G. Wells La máquina del tiempo, en la que Rod Taylor interpreta a Wells, como viajero del tiempo.
En 1963 realizó su interpretación más recordada, como protagonista de Los pájaros, de Alfred Hitchcock, en la que compartía protagonismo con la actriz Tippi Hedren. En ese mismo año también trabajaría junto con Jane Fonda en la película Un domingo en Nueva York. En 1965 protagonizaría la película El soñador rebelde de Jack Cardiff; esta película era una biografía del dramaturgo irlandés Sean O'Casey, y tenía que haber sido dirigida por John Ford, pero por problemas de salud no la pudo realizar.
En 1967 protagonizaría Intriga en el gran hotel, de Richard Quine, haciendo el papel de Peter McDermot, que años más tarde haría James Brolin en la famosa serie de televisión Hotel. También en 1967 interpretó Chuka, película del veterano director Gordon Douglas, producida por el propio Taylor, en la que el actor interpretó a Chuka, un rápido pistolero que sacrificaría su vida por amor.
También es destacable su actuación como protagonista en la película Zabrisckie Point, de Michelangelo Antonioni (1970), con música de Pink Floyd, Kaleidoscope, Grateful Dead, Patti Page, The Youngbloods, John Fahey y otros.

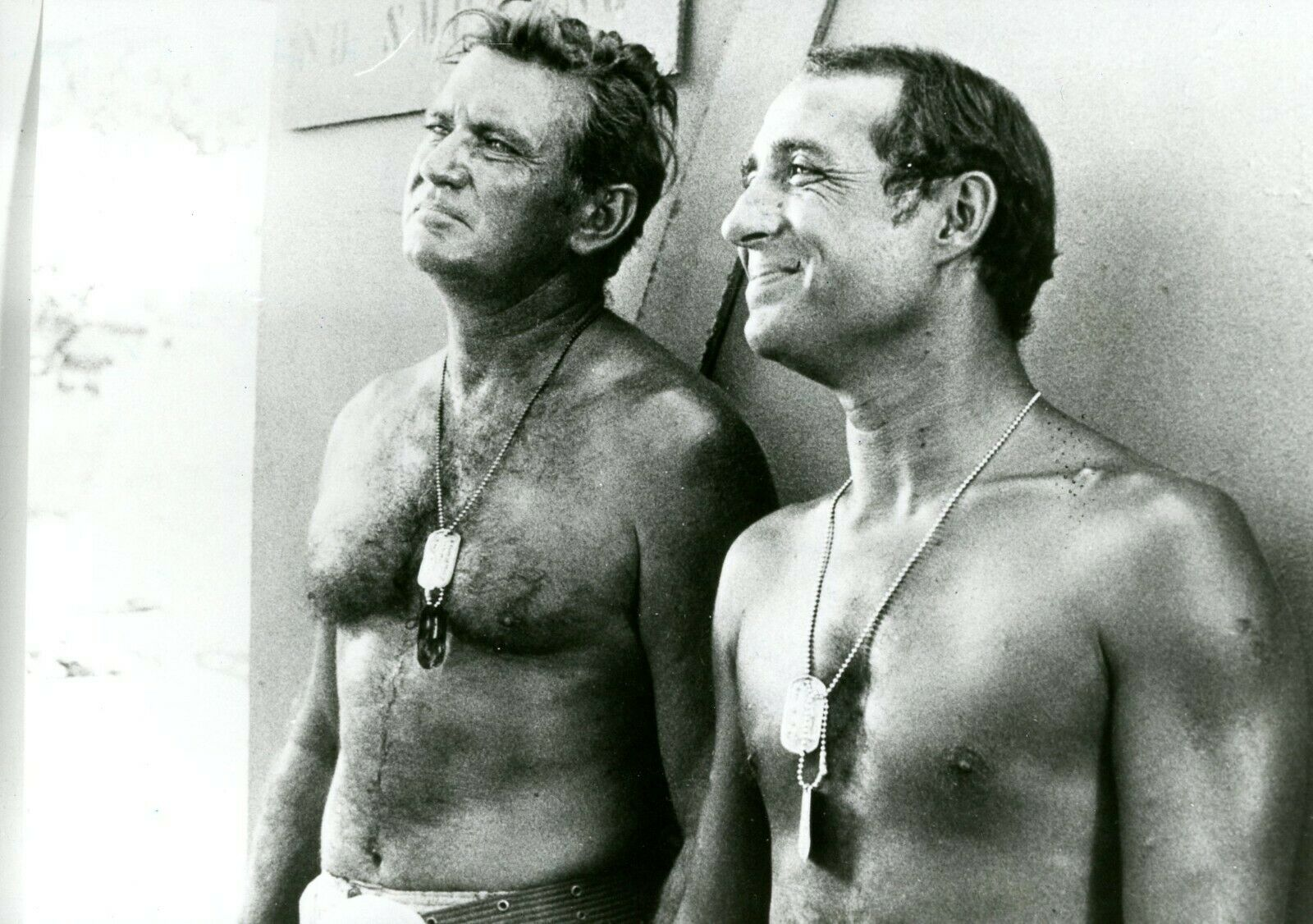
Rod Taylor y el actor francés Claude Brasseur en la película italiana The Choir Boys (1973).

En 1973, realizó su último papel importante dentro de la gran pantalla, en la película Ladrones de trenes, de Burt Kennedy, en la que compartía cartel con John Wayne, Ben Johnson, Ann Margret y Ricardo Montalbán.
El estrellato que no pudo recuperar en el cine, se lo daría la televisión durante los años ochenta, en que protagonizó una serie sobre la Guerra fría titulada Mascarada. Desde entonces apareció en importantes series como estrella invitada y en algún cameo cinematográfico. En 1985 protagonizó, con Britt Ekland, una película rodada en España: Marbella, un golpe de cinco estrellas, donde participaron Fernando Fernán Gómez y Paco Rabal.
En su último papel a sus 79 años, interpretó sólidamente a Winston Churchill en la película Inglourious Basterds de Quentin Tarantino en 2009.

## Vida personal
Estuvo casado a los 21 años con la modelo Peggy Williams, de 1951 a 1954; a sus 33 años de edad, con otra modelo llamada Mary Hilem, desde junio de 1963 a 1969, a quien conoció en una fiesta dada por su amigo Kirk Douglas, y lo hizo padre de Felicia Taylor, que fue una analista financiera de CNN International (nacida en agosto de 1964 y fallecida en septiembre de 2023); y en terceras nupcias estuvo casado con Carol Kikumura, desde 1980 (a quien conocía desde 1960).

## Muerte
El 7 de enero de 2015, Taylor falleció en Los Ángeles, California, a los 84 años de edad, a causa de un ataque cardíaco, ocurrido cuatro días antes de celebrar su cumpleaños.

## Filmografía

### Cine
| Año  | Título                                | Personaje                   | Notas                                    |
| ---- | ------------------------------------- | --------------------------- | ---------------------------------------- |
| 1953 | King of the Coral Sea                 | Jack Janiero                |                                          |
| 1954 | Long John Siver                       | Israel Hands                |                                          |
| 1955 | The Virgin Queen                      | Cabo Gwilym                 | No acreditado                            |
| 1955 | Top Gun                               | Lem Sutter                  |                                          |
| 1956 | Hell on Frisco Bay                    | Johm Brodie Evans           |                                          |
| 1956 | World Without End                     | Herbert Ellis               |                                          |
| 1956 | The Catered Affair                    | Ralph Halloran              |                                          |
| 1956 | Giant                                 | Sir David Karfrey           |                                          |
| 1956 | The Rack                              | Al                          | No acreditado                            |
| 1957 | Raintree County                       | Garwood B. Jones            |                                          |
| 1958 | Step Down to Terror                   | Mike Randall                |                                          |
| 1958 | Separate Tables                       | Charles                     |                                          |
| 1959 | Ask Any Girl                          | Ross Tayford                |                                          |
| 1960 | The Time Machine                      | H. George Wells             |                                          |
| 1960 | Colossus and the Amazon Queen         | Pirro                       |                                          |
| 1961 | One Hundred and One Dalmatians        | Narrador Pongo              | Voz                                      |
| 1962 | Seven Seas to Calais                  | Sir Francis Drake           |                                          |
| 1963 | The Birds                             | Mitch Brenner               |                                          |
| 1963 | The V.I.P.s                           | Les Mangrum                 |                                          |
| 1963 | A Gathering of Eagles                 | Cnel. Hollis Farr           |                                          |
| 1963 | Sunday in New York                    | Mike Mitchell               |                                          |
| 1964 | Fate Is the Hunter                    | Capitán Jack Savage         |                                          |
| 1965 | 36 Hours                              | Mayor Walter Gerber         |                                          |
| 1965 | El soñador rebelde                    | John Cassidy                |                                          |
| 1965 | The Liquidator                        | Boysie Oakes                |                                          |
| 1965 | Do Not Disturb                        | Mike Harper                 |                                          |
| 1966 | The Glass Bottom Boat                 | Bruce Templeton             |                                          |
| 1967 | Hotel                                 | Peter McDermott             |                                          |
| 1967 | Chuka                                 | Chuka                       |                                          |
| 1968 | Dark of the Sun                       | Capitán Bruce Curry         |                                          |
| 1968 | Nobody Runs Forever                   | Scobie Malone               | Llamada también: "The High Commissioner" |
| 1968 | The Hell with Heroes                  | Brynie MacKay               |                                          |
| 1970 | Zabriskie Point                       | Lee Allen                   |                                          |
| 1970 | Darker Than Amber                     | Travis McGee                |                                          |
| 1970 | The Man Who Had Power Over Women      | Peter Reaney                |                                          |
| 1973 | The Train Robbers                     | Grady                       |                                          |
| 1973 | Gli eroi                              | Teniente Bob Robson         | Llamada también: "The Heroes"            |
| 1973 | Trader Horn                           | Trader Horn                 |                                          |
| 1973 | The Deadly Trackers                   | Frank Brand                 |                                          |
| 1974 | Hell River                            | Marko                       | Llamada también: "Partizani"             |
| 1976 | Blondie                               | Christopher Tauling         |                                          |
| 1976 | The Oregon Trail                      | Evan Thorpe                 |                                          |
| 1977 | Gulliver's Travels                    | Reldresal / Rey de Blefuscu | Voz. No acreditado                       |
| 1977 | The Picture Show Man                  | Palmer                      |                                          |
| 1979 | The Treasure Seekers                  | Marian Casey                |                                          |
| 1982 | A Time to Die                         | Jack Bailey                 |                                          |
| 1983 | On the Run                            | Sr. Payatta                 |                                          |
| 1984 | Terror in the Aisles                  | Él mismo                    |                                          |
| 1985 | Marbella, un golpe de cinco estrellas | Comandante                  |                                          |
| 1985 | Mask of Murder                        | Supt. Bob McLaine           |                                          |
| 1995 | Open Season                           | Billy Patrick               |                                          |
| 1995 | Point of Betrayal                     | Ted Kitteridge              |                                          |
| 1998 | Welcome to Woop Woop                  | Daddy-O                     |                                          |
| 2009 | Inglourious Basterds                  | Winston Churchill           | Último papel de cine                     |

### Documentales
| Año  | Título                                | Personaje      | Notas        |
| ---- | ------------------------------------- | -------------- | ------------ |
| 1951 | Inland with Sturt                     | George Mcleady |              |
| 1985 | The Fantasy Film Worlds fo George Pal |                |              |
| 1993 | Time Machine: The Journey Back        |                | Cortometraje |
| 2000 | All About the Birds                   |                |              |
| 2008 | Not Quite Hollywood                   |                |              |
| 2016 | Pulling No Punches                    |                |              |

### Televisión
| Año             | Título                             | Personaje            | Notas                                                                                |
| --------------- | ---------------------------------- | -------------------- | ------------------------------------------------------------------------------------ |
| 1955            | The Browning Version               |                      |                                                                                      |
| 1955            | Studio 57                          |                      | Episodios: «The Last Day on Earth» / «The Black Sheep's Daughter»                    |
| 1955            | Lux Video Theatre                  |                      | Episodios: «Dark Tribute» / «The Browning Version»                                   |
| 1955            | Cheyenne                           |                      | "The Argonauts"                                                                      |
| 1957            | Suspicion                          |                      | "The Story of Marjorie Reardon"                                                      |
| 1958            | Schlitz Playhouse of Stars         |                      | "A Thing to Flight For"                                                              |
| 1958            | Studio One                         |                      | "Image of Fear"                                                                      |
| 1958            | Lux Playhouse                      |                      | "The Best House in the Valley"                                                       |
| 1958-59         | Playhouse 90                       |                      | "Verdict of Three", "The Great Gatsby", "The Long March", "The Rider", "Misalliance" |
| 1959            | The Twilight Zone                  |                      | "And When the Sky Was Opened"                                                        |
| 1960            | Dick Powell´s Zane Grey Theatre    |                      | "Picture of Sal"                                                                     |
| 1960            | Goodyear Theatre                   |                      | "Capital Gains"                                                                      |
| 1960            | General Electric Theater           |                      | "Early to Die", "The Young Years"                                                    |
| 1960            | Westinghouse Desilu Playhouse      |                      | "Thunder in the Night"                                                               |
| 1960            | Hong Kong                          |                      | De ABC                                                                               |
| 1961            | Bus Stop                           |                      | "Portrait of a Hero"                                                                 |
| 1962            | The DuPont Show of the Week        |                      | "The Ordeal of Dr. Shannon"                                                          |
| 1971            | Powderkeg                          | Hank Brackett        | Pelítcula de televisión / Piloto para: "Bearcats!"                                   |
| 1971            | Bearcats!                          |                      | De CBS                                                                               |
| 1972            | Family Flight                      | Jason Carlyle        | Película de televisión                                                               |
| 1975            | A Matter of Wife... And Death      | Shamus McCoy         | Película de televisión                                                               |
| 1976            | The Oregon Trail                   | Evan Thorpe          | De NBC                                                                               |
| 1980            | Tales of the Unexpected            |                      | "The Hitch-Hiker"                                                                    |
| 1980            | Cry of the Innocent                | Steve Donegin        | Película de televisión                                                               |
| 1981            | Jacqueline Bouvier Kennedy         | "Black Jack" Bouvier | Película de televisión                                                               |
| 1983            | Masquerade                         |                      |                                                                                      |
| 1985            | Half Nelson                        |                      | Serie                                                                                |
| 1986            | Outlaws                            |                      |                                                                                      |
| 1988-1990       | Falcon Crest                       | Frank Agretti        |                                                                                      |
| 1991            | Danielle Steel's Palomino          | Bill King            | Película de televisión                                                               |
| 1992            | Grass Roots                        | Gen. Willoughby      | Película de televisión                                                               |
| 1995            | Murder, She Wrote                  |                      |                                                                                      |
| 1996-1995, 2000 | Walker, Texas Ranger               |                      | "Redemption", "Texas vs. Cahill", "Wedding Bells"                                    |
| 1998            | The Warlord: Battle for the Galaxy | Gen. Sorenson        | Película de televisión                                                               |
| 2007            | KAW                                | Doc                  | Película de televisión                                                               |

## Teatro
| Año  | Título                     | Autor               | Compañía           |
| ---- | -------------------------- | ------------------- | ------------------ |
| 1950 | Julius Caesar              | William Shakespeare | Independiente      |
| 1950 | Home of the Brave          | Arthur Laurents     | Independiente      |
| 1951 | Misalliance                | George Bernard Shaw | John Alden Company |
| 1952 | Twins                      | Plautus             | Mercury            |
| 1952 | The Comedy of Errors       | William Shakespeare | Mercury            |
| 1952 | The Witch                  | John Masefield      | Mercury            |
| 1952 | They Knew What They Wanted | Sidney Howard       | Mercury            |
| 1953 | The Happy Time             | Samuel A. Taylor    | Mercury            |